# Ден Маріно
Ден Маріно, (Даніель Костянтин Маріно-молодший, англ. Daniel Constantine Marino Jr.) народився 15 вересня 1961 р. - колишній професійний гравець в Американський футбол, який протягом 17 сезонів був квотербеком Маямі Долфінс Національної футбольної ліги (NFL). Після успішної кар'єри під час навчання у коледжі за команду Пітсбург Пантерс був названий кращим молодим гравцем в 1981 році. Маріно був останнім захисником, якого забрали в першому колі Драфту захисників 1983 року.
Маріно був та залишається власником десятків рекордів NFL, пов'язаних з позицією квотербека. Незважаючи на те, що Ден Маріно ніколи не був у складі  команди, що перемагала у розіграші Суперкубку, його визнають одним із найбільших величніших захисників усіх часів.
Він найкраще запам’ятався завдяки своєму різкому і потужному передпліччю. Маріно допоміг Дельфінам стати постійними суперниками післясезонних змагань, виводячи їх до плей-офф десять разів та одного разу до фіналу Суперкубку XIX, хоча найголовніша перемога раз у раз вислизала від нього під час його кар’єри. Маріно вважається одним з найвеличніших гравців, який попри найбільшу  кількість перемог на позиції квотербека у кар'єрі (155 (147–93 у регулярних сезонах та 8–10 у плей-офф)) ніколи не вигравали Суперкубок.

## Ранні роки
Ден Маріно народився в Пітсбурзі, штат Пенсільванія, та має італійське та польське походження. Він є старшою дитиною Даніеля та Вероніки (Кольчинських). Маріно, має двох молодших сестер - Сінді та Деббі. Його батько доставляв газети для Pittsburgh Post-Gazette. Маріно виріс на проспекті Parkview Avenue  в одному з районів Пітсбурга Південний Окленд  та відвідував католицьку початкову школу св. Регіса. Він відвідував Центральну католицьку середню школу в Пітсбурзі, де почав займатися бейсболом і завоював  відзнаки в американському футболі. Він був обраний в 4-му раунді   драфту  1979 року серед аматорських команд командою Канзас-Сіті Роялс, але натомість вирішив залишитися у команді коледжу.

## Кар'єра в команді коледжу

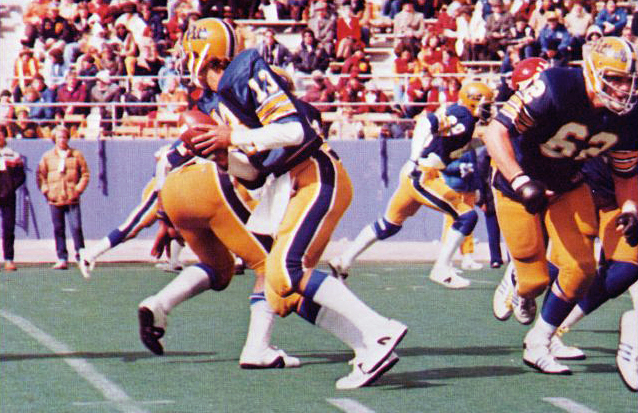
Новачок Університету Пітсбурга (1979)

Маріно відвідував Пітсбурзький університет і грав за футбольну команду університету Пітсбург-Пантерс з 1979 по 1982 рік.  Загалом, протягом трьох сезонів команда Маріно здобув 33 перемоги попри лише 3 поразки,і постійно потрапляючи до складу топ-5 команд обох головних медіа-опитувань.

### Драфт НФЛ
Статус відбору Маріно у драфті НФЛ 1983 року похитнувся після слабкої гри останнього сезону у команді коледжу та чуток про вживання ним наркотиків. П'ять інших квотербеків- Кен О'Брайен, Тоні Ейсон, Тод Блекленд, а також майбутні гравці Зали слави Джим Келлі та Джон Елвей — були обрані перед ним у першому раунді. Команда Маямі Долфінс вибрали Маріно 27-м вибором у першому раунді.

## Професійна кар'єра
Маріно був першим номером у виборі під час драфту в історії футбольної ліги Сполучених Штатів, обраним Los Angeles Express. Він не підписав контракт з командою, вибравши  натомість контракт з Дельфінами. Після початку сезону він був гравцем на заміну для Девіда Вудлі, Маріно вперше взяв участь у НФЛ на 6-му тижні проти Баффало Біллс. Маріно та Маямі програли цю гру 38–35 у понаднормовий час. Як новобранець, Маріно встановив кілька рекордів: він виконав 96.0 очок рейтингу пробіжок, його обрали до Pro Bowl як новачка, у нього найнижчий відсоток пропущених перехоплених 2,03, він був єдиним новобранцем, який провів конференцію в проході, і мав найвищий відсоток вдалих пробіжок - 58,45. Дельфіни завершили сезон з рекордом 12–4 і вийшли в плей-офф ліги AFC, де Маріно зробив два тачдауни у своєму дебюті у плей-офф. Тим не менш, він також зробив два перехоплення, коли команда програла 9–7 Сіетл Сігокс, 27–20.
У своєму другому сезоні Маріно побив шість рекордів, що тримались протягом останніх шести сезонів, включно з рекордом за кількістю тачдаунів  і був визнаний  найцінніший гравець NFL. Дельфіни завершили регулярний сезон з рекордом 14–2, досягнувши переваги у вигляді гри на домашньому стадіоні в грі плей-офф. У раунді дивізіону Дельфіни помстилися за програш у плей-офф минулого сезону команді Сіетл Сігакс, в чому Маріно відіграв провідну роль. Наступного тижня дельфіни перемогли Піттсбург Стілерс у грі чемпіонату AFC 45–28. У цій грі Маріно встановив рекорди гри в Чемпіонаті AFC із 421-ма ярдами та 4 тачдаунами. Обидва рекорди станом на 2020 залишаються неперевершеними.

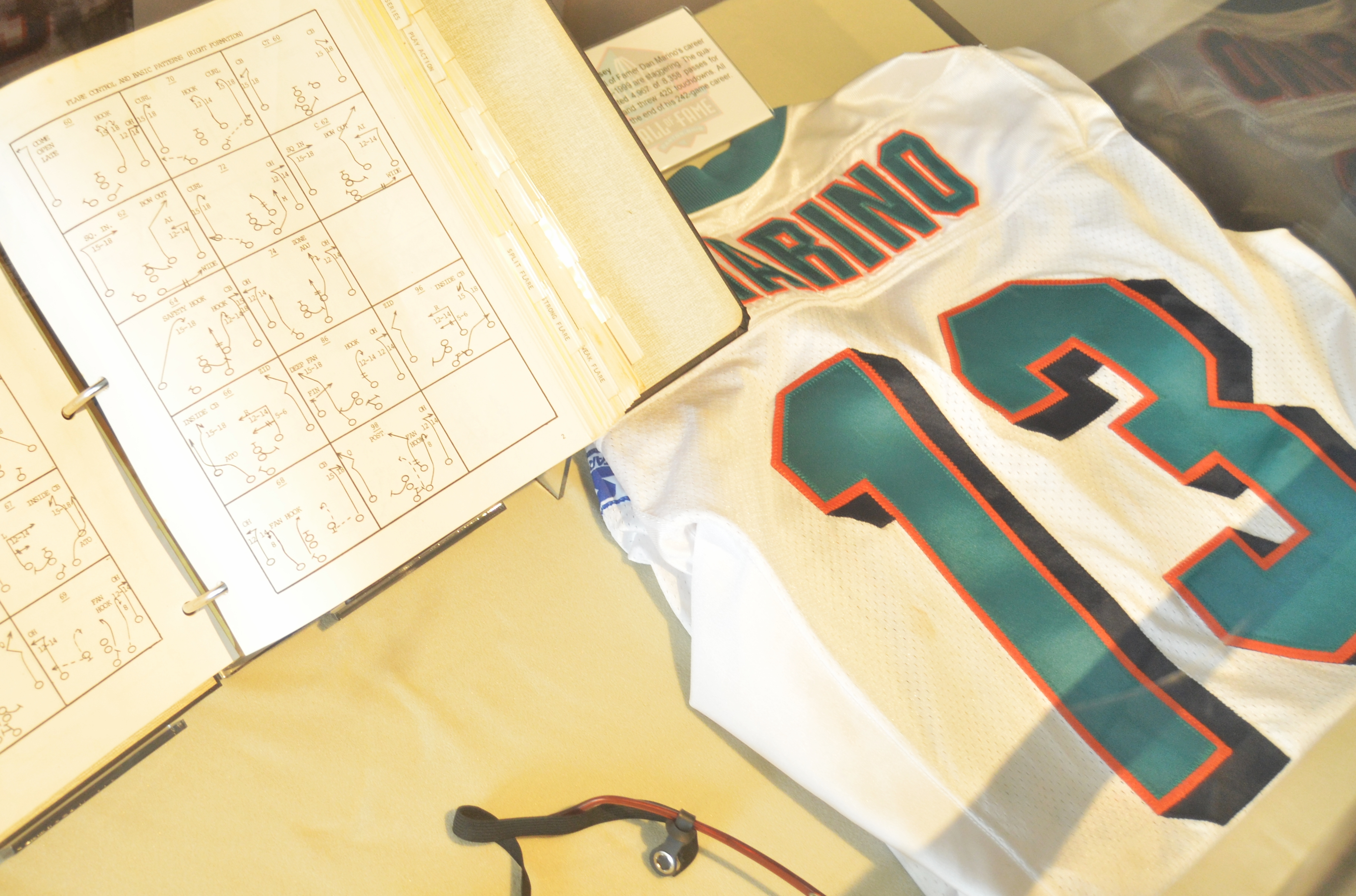
Майка Дена Маріно виставлена в Залі Слави у Кантоні, штат Огайо

У Суперкубку XIX Маріно та Дельфіни зіткнулися проти Сан-Франциско 49ers та Джо Монтана в Пало-Альто, Каліфорнія. Дельфіни, які мали 74 спроби  за попередні два тижні, в цій грі провели м'яч лише вісім разів. Маріно завершив 29 із 50 спроб на 318 ярдів, заробивши один тачдаун  та два перехоплення. Дельфіни поступились 38-16 у грі, яка стала для Маріно єдиним матчем у фіналі Суперкубку в його кар'єрі.

### Заключний сезон та завершення кар'єри
Дельфіни відкрили сезон 1999 року 13 вересня, перемогою над чемпіонами  Суперкубку Денвер Бронкос. Маріно зробив 215 ярдів і два тачдауни. За цей виступ Маріно отримав відзнаку АФК "Нападник тижня". Маріно знову заслужив цю честь 10 жовтня, коли зробив 393 ярди і два тачдауни після перемоги 34–31 над Індіанаполісом Кольтс. Тоді, 17 жовтня проти "Патріотів Нової Англії", Маріно став першим квотербеком в історії НФЛ, який досяг 60 000 ярдів за кар'єру.
Перед сезоном 2000 року Маріно вирішив завершити кар'єру  відмовившись від пропозицій Міннесота Вайкінгс та команди його рідного міста Піттсбург Стілерс, після того, як Дельфіни відмовилися від його варіанту контракту. Пізніше Маріно зізнався, що серйозно розглядав пропозицію Вікінгів, але відмовився від неї не через руку, а тому, що не був впевнений, що його ноги зможуть витримати ще один сезон. Він також оцінив той факт, що, на відміну від багатьох сучасників, йому довелося грати всю кар’єру в одній  команді.

## У культурі
Маріно зіграв  у комедії 1994 року Ейс Вентура: Розшук домашніх тварин разом з Джимом Керрі та Кортні Кокс, де грав самого себе і зняв камео у фільмі Адама Сандлера " Маленький Нікі", де він попросив сатану про печатку переможця Суперкубук. У 1999 році він озвучив свого персонажа в десятому епізоді " Сімпсонів"  у сезоні "Неділя, сурова неділя". У Маріно також були ролі в ролі " Свята людина та Погані хлопці 2. Він працював консультантом проекту в картині Олівера Стоуна Щонеділі, і деякі спостерігачі помітили схожість між ним та персонажем Денніса Квейда, Джеком Руні. Справжній будинок Маріно у фільмі використовувався як вигаданий будинок героя фільму.
В даний час Маріно є обличчям в рекламних кампаніях для Hooters, програм для схуднення NutriSystem, Maroone, Papa John's, Nutrasource.com та Empi Select (пристрій TENS). Раніше Маріно підтримував рукавички Isotoner та FirstPlus Mortgage, проти яких пізніше позивався до суду через договори, пов'язані з його гоночною командою.
У квітні 2012 року Маріно став «Men's Life Ambassador» Американської асоціації пенсіонерів (AARP), завдяки якому він планував поділитися своєю точкою зору та досвідом щодо різноманітних інтересів чоловіків, включаючи здоров'я, фітнес, спорт, спосіб життя, підприємництво, старіння та громадські послуги, насамперед через вебсайт.

## Особисте життя
У 1985 році Маріно одружився з Клер Д. Візі (нар. 1962) Маунт-Лебанон, штат Пенсильванія, в Римо-католицькій церкві Сент-Регіс, через дорогу від будинку батьків Маріно. Пара має шістьох спільних дітей.

У січні 2013 року Маріно визнав батьківство над дитиною робітниці CBS Донни Саваттере  2005 року народження, факт, яким він ділився лише зі своєю дружиною. Раніше він заплатив Саваттере кілька мільйонів доларів, щоб уникнути публічних звісток про їхню доньку.
1. ↑  Arthur, Kenneth (7 вересня 2017). Best active and retired NFL players without a Super Bowl ring. sportsonearth.com. MLB Advanced Media, LP. Архів оригіналу за 14 березня 2019. Процитовано 10 січня 2019.
2. ↑  Pollin, Tom (30 червня 2017). 20 Best Players to Never Win a Super Bowl. foxsports.com. Fox Sports Interactive Media, LLC. Архів оригіналу за 22 червня 2018. Процитовано 10 січня 2019.
3. ↑  Архівована копія. Архів оригіналу за 31 жовтня 2019. Процитовано 21 квітня 2020.{{cite web}}:  Обслуговування CS1: Сторінки з текстом «archived copy» як значення параметру title (посилання)
4. ↑  Архівована копія. Архів оригіналу за 25 лютого 2021. Процитовано 21 квітня 2020.{{cite web}}:  Обслуговування CS1: Сторінки з текстом «archived copy» як значення параметру title (посилання)
5. ↑  HighBeam
6. ↑  Powell, Albrecht. About.com Guide. Архів оригіналу за 13 січня 2008. Процитовано 5 травня 2010.
7. ↑  Grupp, John (6 лютого 2005). Marino has come a long way from Parkview Avenue. Pittsburgh Tribune-Review. Архів оригіналу за 3 березня 2010. Процитовано 5 травня 2010.
8. ↑  Video. CNN. 17 лютого 1997. Архів оригіналу за 9 травня 2010.
9. ↑  Schultz, Jeff (19 квітня 2010). Jonathan Dwyer will overcome bad pre-draft rumor | Jeff Schultz. Blogs.ajc.com. Архів оригіналу за 16 липня 2010. Процитовано 28 вересня 2010.
10. ↑  Baker, Chris (5 січня 1983)... And Now to the No. 1 Task of Signing Marino: Express Make Pitt Quarterback Top Selection; UCLA's Ramsey Is Also on L.A. List. Los Angeles Times. с. D3.
11. ↑  Dan Marino Page. Архів оригіналу за 28 грудня 2011. Процитовано 21 грудня 2011.
12. ↑  Awards. jrank.org. Архів оригіналу за 14 липня 2007. Процитовано 14 липня 2007.
13. ↑  Divisional Round - Seattle Seahawks at Miami Dolphins - December 31st, 1983. Pro-Football-Reference.com. Архів оригіналу за 1 березня 2018. Процитовано 28 лютого 2018.
14. 1 2  Dan Marino: Biography. Pro Football Hall of Fame. Архів оригіналу за 6 серпня 2011. Процитовано 10 лютого 2015.
15. ↑  Divisional Round - Seattle Seahawks at Miami Dolphins - December 29th, 1984. Pro-Football-Reference.com. Архів оригіналу за 1 березня 2018. Процитовано 28 лютого 2018.
16. ↑  AFC Championship - Pittsburgh Steelers at Miami Dolphins - January 6th, 1985. Pro-Football-Reference.com. Архів оригіналу за 1 березня 2018. Процитовано 28 лютого 2018.
17. ↑  Super Bowl XIX - San Francisco 49ers vs. Miami Dolphins - January 20th, 1985. Pro-Football-Reference.com. Архів оригіналу за 1 березня 2018. Процитовано 28 лютого 2018.
18. ↑  Marino Retires. cnn.com. Архів оригіналу за 19 жовтня 2003. Процитовано 14 липня 2007.
19. ↑  Baltimore City Paper: Any Given Sunday | Movie Review. Citypaper.com. Архів оригіналу за 3 червня 2012. Процитовано 28 вересня 2010.
20. ↑  Any Given Sunday (1999). Архів оригіналу за 26 січня 2021. Процитовано 21 квітня 2020.
21. ↑  Nutrisystem – Official Site -Diet Plans, Weight Loss Programs, Diet Programs, Lose Weight. Nutrisystem.com. 6 квітня 2010. Архів оригіналу за 13 травня 2008. Процитовано 28 вересня 2010.
22. ↑  Empi Products. Itookcontrolofpain.com. Архів оригіналу за 26 грудня 2008. Процитовано 28 вересня 2010.
23. ↑  Cawley, Rusty; Webb, Cynthia (3 вересня 1999). Race team sues FirstPlus – Dallas Business Journal. Dallas.bizjournals.com. Архів оригіналу за 25 лютого 2010. Процитовано 28 вересня 2010.
24. ↑  <http://blog.aarp.org/2012/04/23/football-legend-dan-marino-passes-his-knowledge-to-members-as-aarps-new-ambassador/ [Архівовано 27 квітня 2012 у Wayback Machine.]>
25. ↑  Miami QB Marino takes bride. The Oregonian. 31 січня 1985. с. E7.
26. ↑  Mohr, Ian (31 січня 2013). Exclusive: NFL legend Dan Marino had a love child with CBS employee in 2005. New York Post. Архів оригіналу за 31 січня 2013. Процитовано 31 січня 2013.